# Bisdom Cuautitlán
Het bisdom Cuautitlán (Latijn: Dioecesis Cuautitlanensis) is een rooms-katholiek bisdom met als zetel Cuautitlán, in Mexico. Het bisdom is suffragaan aan het aartsbisdom Tlalnepantla. 

## Geschiedenis
Het bisdom werd opgericht op 5 februari 1979, uit delen van de bisdommen Tlalnepantla en Texcoco, en was suffragaan aan het aartsbisdom Mexico. Op 17 juni 1989 wisselde het van kerkprovincie en werd suffragaan aan het nieuw verheven aartsbisdom Tlalnepantla.

## Parochies
Het bisdom had in 2021 een oppervlakte van 1.119 km2 en telde 1.716.000 inwoners waarvan 74,9% rooms-katholiek was.

## Bisschoppen
- Manuel Samaniego Barriga (5 februari 1979 - 26 juni 2005)
- Guillermo Rodrigo Teodoro Ortiz Mondragón (19 oktober 2005 - 14 september 2021)
  - José Antonio Fernández Hurtado (apostolisch administrator: 14 september 2021 - 17 januari 2023)
- Efraín Mendoza Cruz (9 november 2022 - heden)

Tlalnepantla (aartsbisdom) · Cuautitlán · Ecatepec · Izcalli · Netzahualcóyotl · Teotihuacán · Texcoco · Valle de Chalco